# إد بويكن
إد بويكن هو أستاذ جامعي وسياسي أمريكي، ولد في 27 يونيو 1932 في كلاريندون في الولايات المتحدة، وتوفي في 17 نوفمبر 2015. نشط حزبياً في الحزب الجمهوري. وقد انتخب عضو مجلس نواب نيومكسيكو ‏.